# Enrico Degano
Enrico Degano (Gorizia, 11 de març de 1976) va ser un ciclista italià, que fou professional entre 1998 i 2008. En el seu palmarès destaca el Critèrium dels Abruços de 2004.

## Palmarès
- 1997
  - Vencedor d'una etapa al Tour de Croàcia
- 1998
  - 1r a la Copa Ciutat de Melzo
- 1999
  - Vencedor de 2 etapes al Tour de Langkawi
  - Vencedor d'una etapa a la Volta a Eslovènia
- 2000
  - Vencedor d'una etapa al Memorial Cecchi Gori
  - Vencedor d'una etapa al Gran Premi Jornal de Noticias
- 2001
  - Vencedor de 2 etapes al Tour de Langkawi
- 2002
  - Vencedor d'una etapa al Tour de Langkawi
- 2003
  - Vencedor d'una etapa a la Cursa de la Pau
  - Vencedor d'una etapa a la Ster Elekrotoer
- 2004
  - 1r al Critèrium dels Abruços
  - Vencedor d'una etapa al Brixia Tour
  - Vencedor d'una etapa a la Volta a la Gran Bretanya
- 2005
  - Vencedor de 2 etapes a la Ster Elekrotoer
- 2006
  - Vencedor de 2 etapes a la Gran Premi Internacional Costa Azul
  - Vencedor d'una etapa a la Volta a l'Alentejo
  - Vencedor d'una etapa al Gran Premi Internacional CTT Correios de Portugal
- 2007
  - Vencedor d'una etapa al Gran Premi Internacional CTT Correios de Portugal

### Resultats al Tour de França
- 2007. Abandona

### Resultats a la Volta a Espanya
- 2006. Abandona

### Resultats al Giro d'Itàlia
- 2000. Abandona
- 2001. Abandona
- 2002. 138è de la classificació general